# Даппи
Даппи (англ. Duppy) — призрак или дух, встречающийся в Карибском фольклоре. Это наиболее популярное из мифологических существ, обитающих на данной территории. Даппи (мн. ч.) считаются злыми духами. По словам местных жителей Даппи появляются и преследуют людей в ночное время суток, вселяются в них. Многие люди с этого архипелага утверждают, что видели Даппи. Известными духами Даппи являются «Rolling Calf», «Three Footed Horse» и «Old Higue». 

## Происхождение
Впервые Даппи появились в фольклоре народов Банту на территории Тропической Африки. Само слово «Даппи» произошло от языка Га и появилось в Гане, где оно буквально переводится как «карлик». В африканском фольклоре есть два вида духов: добрый и земной. После смерти человека добрый попадает на небеса, а земной постепенно и становится тем самым Даппи. Даппи может проявляться в форме умершего человека или животного и сверхъестественного существа.

## Упоминания в музыке
Даппи был затронут во многих музыкальных композициях стран Карибского бассейна. Среди таких музыкантов: Боб Марли, Ли Перри, Chase & Status, Каплетон и другие.

## Упоминания в литературе
Даппи встречается и в художественных произведениях: новелла Аврама Дэвидсона «Where do you live, Queen Esther» (1961), одна из глав романа Яна Флеминга «Живи и дай умереть» (1954), роман Нила Геймана «Дети Ананси» (2005).

## Упоминания в кинематографе
Ещё тема о Даппи была раскрыта в 14 эпизоде телесериала «Удивительные истории», в телесериале «Зов крови», в 4 серии 4 сезона телесериала «Подпольная империя».

## Интересные факты и предположения
Никто не может сфотографировать или записать даппи на видео, они схожи с чем-то полубелым-полупрозрачным. Даппи чаще изображаются в форме дымка или призрака, а также полупрозрачного скелета.
Чтобы избежать встречи с Даппи или избавиться от их преследования, жители Карибов следуют нескольким советам (ниже представлены лишь некоторые из них):
- По возвращении домой, пройдя ворота к дому, люди оборачиваются назад три раза, чтобы Даппи их не преследовал.
- Жители архипелага оставляют свет на ночь включеным, так как Даппи его не любит.
- Люди оставляют у дверей воду и еду с большим количеством соли, ибо Даппи не переносит ни соль, ни воду[7].